# غزالي (ألبوم)
غزالي هو أحد ألبومات حميد الشاعري.

## محتويات الألبوم
| الأغنيات       | الكلمات      | الألحان      | التوزيع الموسيقي |
| -------------- | ------------ | ------------ | ---------------- |
| غزالي          | سامح العجمي  | أشرف سالم    | حميد الشاعري     |
| من عيونك       | أحمد شتا     | حمدي صديق    | حميد الشاعري     |
| خدني بين إيديك | سامح العجمي  | حميد الشاعري | حميد الشاعري     |
| تعرف ليه       | وليد الشاعري | حميد الشاعري | حميد الشاعري     |
| محالة          | عنتر هلال    | حميد الشاعري | حميد الشاعري     |
| يصعب عليا      | محمد رحيم    | محمد رحيم    | حميد الشاعري     |
| لو بتحبني      | سامح العجمي  | أشرف سالم    | حميد الشاعري     |
| يا سلام        | محمد رفاعي   | محمد رحيم    | حميد الشاعري     |